# Ligne de tramway 11B
La ligne 421 est une ancienne ligne de tramway vicinal de la Société nationale des chemins de fer vicinaux (SNCV) qui reliait Saint-Ghislain à Lens.

## Histoire
La ligne est mise en service en 1902.
Le 30 décembre 1948 la ligne est intégrée au réseau de Mons-Borinage.
Le 15 septembre 1952, le passage à niveau de Saint-Ghislain est remplacé par un pont entrainant la création d'une nouvelle ligne électrique 11/11barré, la ligne d'autorail 11B est par la même occasion prolongée de la gare de Saint-Ghislain à celle de Mons en empruntant ce nouveau pont.

## Exploitation

### Horaires
Tableaux : 421 (1931).